# Pavlína Mourková
Pavlína Mourková (24. května 1965 Praha) je česká divadelní a filmová herečka.

## Životopis
Základní školní docházku absolvovala ve smíchovské jazykové škole. Svoji první filmovou roli získala v 11 letech ve filmu Jak se točí Rozmarýny režisérky Věry Plívové-Šimkové. Po ní následovala řada dalších dětských filmů, takže značnou část dětství strávila filmováním. Není proto divu, že si po ukončení základní školy podala přihlášku na konzervatoř, kam byla hned napoprvé přijata. Záhy po jejím absolvování přišla role Marie v dramatickém filmu Proč?, který režíroval Karel Smyczek. V televizi hrála kromě filmů a inscenací také v řadě seriálů, za zmínku stojí mj. průkopnický Malé dějiny jedné rodiny z 80. let, Přítelkyně z domu smutku, Zdivočelá země či Hvězdy nad hlavou. Není kmenovou herečkou žádného divadla, hrála však v Divadle Bez zábradlí, v Divadle Radka Brzobohatého, v Divadle na Vinohradech i na prknech Národního divadla.

## Filmografie

### Film
| Rok  | Název                   | Role                     |
| ---- | ----------------------- | ------------------------ |
| 1977 | Jak se točí Rozmarýny   | Rozmarýna                |
| 1981 | Zakázaný výlet          | Boženka Zimová           |
| 1981 | Neříkej mi majore!      | Zuzana Kohoutová         |
| 1983 | Putování Jana Amose     | služka u malomocného     |
| 1983 | Sestřičky               | Zuzka Ferenčíková        |
| 1984 | Prodavač humoru         | host na oslavě narozenin |
| 1984 | Sladké starosti         | Žela                     |
| 1986 | Krajina s nábytkem      | Miluška                  |
| 1986 | Můj hříšný muž          | Dagmarka                 |
| 1987 | Proč?                   | Marie                    |
| 1987 | Citlivá místa           | zdravotní sestra Pavlína |
| 1988 | Dotyky                  | kadeřnická učnice Helena |
| 1988 | Anděl svádí ďábla       | animírka                 |
| 1989 | Příběh '88              | Eva, Pavlova přítelkyně  |
| 1989 | Dva lidi v zoo          | kuchařka v MŠ            |
| 1989 | Člověk proti zkáze      | ctitelka z Loun          |
| 1989 | Pan Tau                 |                          |
| 1990 | Vyžilý Boudník          | Vendulka                 |
| 1990 | Nemocný bílý slon       | sekretářka Kristýna      |
| 1995 | Červené rybky           |                          |
| 1996 | Akáty bílé              | dívka                    |
| 1997 | Zdivočelá země          | Zikmundová               |
| 2001 | Něžný buldozer          |                          |
| 2001 | Kruh                    | návštěvnice              |
| 2003 | Naposledy vlkem         | Alice                    |
| 2006 | Kolotoč                 | sestra Šárka             |
| 2008 | Svatba na bitevním poli | Königová                 |

### Televize
| Rok  | Název                              | Role               |
| ---- | ---------------------------------- | ------------------ |
| 1978 | O statečné princezně Janě          | princeznička       |
| 1978 | Frajeri a frajerky                 | Erika              |
| 1981 | Počítání oveček                    |                    |
| 1981 | Drž se rovně, Kačenko              |                    |
| 1983 | Poručík a jeho soudce              | Olga Mollerová     |
| 1984 | Lupa je tlustý sklo                | švadlena Vendula   |
| 1984 | Holka na krátkou trať              | Magda              |
| 1985 | Kousek štěstí na 14                | Pavlína Vaňhalová  |
| 1985 | Havárie v zámeckém parku           | Adéla              |
| 1986 | Vděčná zvířátka                    | Lenka              |
| 1987 | Sukňa lenže zelená                 |                    |
| 1987 | Ahoj sídliště                      | Kateřina           |
| 1987 | Chlapec do náručia                 |                    |
| 1989 | Faust                              | čarodejnice        |
| 1990 | Princezna Hyacinta a tříhlavý drak | princezna Hyacinta |
| 1990 | O nebojácné Bětce                  | Bětka              |
| 1990 | Drobné něžnosti                    | Majka              |
| 1991 | Talisman                           |                    |
| 1991 | Romeo a Julie                      |                    |
| 1992 | Světýlka z blat                    | Markyta            |
| 2002 | Kožené slunce                      | Marie Bínová       |
| 2007 | Škodná                             | Hánová             |
| 2007 | Muž a stín                         | Záhorská           |
| 2008 | Hrobník                            | Kotvová            |
| 2010 | Bludičky                           | Zdena Kosová       |

### TV seriál
| Rok  | Název                       | Role                         |
| ---- | --------------------------- | ---------------------------- |
| 1979 | Dnes v jednom domě          | Zuzana                       |
| 1988 | Třetí patro                 | sekretářka Božena Vavrušková |
| 1988 | Panoptikum Města pražského  | švadlena Zuzka               |
| 1988 | Rodáci                      | studentka                    |
| 1988 | Malé dějiny jedné rodiny    | Lenka, dcera Kolářových      |
| 1992 | Přítelkyně z domu smutku    | Peterková                    |
| 1993 | Maigret                     | Lucille                      |
| 1994 | Laskavý divák promine       | Baruška                      |
| 1997 | Zdivočelá země              | Zikmundová                   |
| 1997 | Hospoda                     | pánská společnice Žaneta     |
| 2001 | Šípková Růženka             | Věra Komárková               |
| 2004 | Nadměrné maličkosti         | Krjukovová                   |
| 2004 | Náměstíčko                  | Ida Rybářová                 |
| 2006 | Škola Na Výsluní            | maminka Perglerová           |
| 2006 | Ordinace v růžové zahradě 2 |                              |
| 2009 | Škola pro život             | Věra Komárková               |
| 2010 | Čapkovy kapsy               | sousedka Kalousková          |
| 2012 | Helena                      | Marta Nováková               |
| 2012 | Život je ples               | Zdeňka Požárová              |
| 2010 | Doktoři z Počátků           | Jana Suková                  |
| 2014 | Svatby v Benátkách          | Kličková                     |
| 2015 | Stopy života                |                              |
| 2016 | Modrý kód                   | Kidova matka                 |
| 2018 | Labyrint                    | narkomanka                   |
| 2019 | Kameňák                     | lékařka                      |
| 2019 | Rapl                        | sekretářka Chmurná           |
| 2021 | Polda                       | Eva Lesková                  |
| 2021 | Hvězdy nad hlavou           | Božena                       |
| 2021 | Pan Profesor                | Zlata Svobodová              |